# Виноградов, Павел Тимофеевич
Павел Тимофеевич Виноградов (1847 или 1848 — около 1919/20, Ростов-на-Дону) — русский фольклорист, пропагандист народной поэзии, организатор публичных выступлений сказителей, певец былин.

## Биография
Сын священника храма Рождества Богородицы города Сапожок Сапожковского уезда Рязанской губернии Тимофея Александровича Виноградова и его жены Аграфены Петровны.
Окончил Императорский Санкт-Петербургский университет.
С 19 сентября 1874 года — преподаватель русского языка и словесности Олонецкой губернской гимназии.
В 1890-е годы — учитель словесности Петрозаводской женской Мариинской гимназии.
С 1897 по 1900 годы — инспектор народных училищ Псковской губернии.
С 1900 года — член Олонецкого губернского статистического комитета.
Член галицко-русского общества.
С 1901 по 1902 годы — директор Череповецкой учительской семинарии.
С 1902 году вышел в отставку, жил в Петербурге и Саратове, в 1906 году вернулся на службу, был инспектором по делам печати в Томске.
Умер во время Гражданской войны в Ростове-на-Дону.

## Деятельность
В 1871 году будучи студентом Петербургского университета впервые услышал исполнение былин Т. Г. Рябининым, что определило его интерес к фольклористике. Занимался собирательством былин, в том числе записал от И. А. Федосовой 2842 стиха.
Ввёл в практику преподавания приглашение сказителей в гимназию.
Известен как организатор публичных выступлений сказителей Олонецкой губернии в городах России и за рубежом.
В 1894 году встретился с И. А. Федосовой, организовал ряд её выступлений в Санкт-Петербурге и Москве.
6 марта 1896 года, по возвращении в Петрозаводск, Виноградов организовал выступление Федосовой в зале Мариинской женской гимназии.
В мае-июне 1896 года устроил цикл публичных выступлений Федосовой на Всероссийской художественно-промышленной выставке в Нижнем Новгороде.
В марте 1892 года организовал выступление сказителя И. Т. Рябинина в Петрозаводске.
В 1893 году организовал поездку Ивана Рябинина в Петербург для выступления в Русском географическом обществе и Русском литературном обществе.
24 марта 1902 года в Зимнем дворце Иван Рябинин исполнил былины для императора Николая II, императрицы Александры Фёдоровны, великого князя Андрея Владимировича и августейших детей. Император Николай II пожаловал Рябинину за выступление большую золотую медаль «За усердие» на Станиславской ленте и золотые часы на золотой цепочке. Такие же часы были пожалованы императором Павлу Виноградову.
В 1902 году представлял Рябинина в Киеве и Одессе, Константинополе, Филипполе, Софии, Белграде, Вене, Праге, Варшаве.
П. Т. Виноградов также сам исполнял былины из репертуара И. Т. Рябинина. В газетах отмечалось, что П. Т. Виноградов — единственный в России интеллигентный, то есть образованный певец былин.
Так, в 1905 году он пропел их в мужской и женской гимназиях Петрозаводска и Олонецкой духовной семинарии Петрозаводска.
В 1910 году был членом Амурской экспедиции под руководством Н. Л. Гондатти, целью которой было определить перспективы освоения Дальнего Востока.
Там он устраивал лекции с пением былин в Благовещенске, Хабаровске, Владивостоке и других городах.
Пел былины и духовные стихи в Москве в Обществе изучения русской истории и литературы, в Духовной академии, в Лицее цесаревича.
В 1910-х годах неоднократно посещал Олонецкую губернию с лекцией на тему «Былинная традиция Олонецкого края» и пением былин.
Был награждён императором серебряными часами за представление во дворец певца былин И. Т. Рябинина (часы были украдены в трамвае во время визита Виноградова в Москву в 1915 году).

## Сочинения
- Виноградов П. Т. Двадцатипятилетие епископства преосвященного Павла, епископа Олонецкого и Петрозаводского // Олонецкие губернские ведомости 1891. 14 августа.
- Виноградов П. Т. Пение былин в мужской и женской гимназии // Олонецкие губернские ведомости 1892. 21 марта.
- Виноградов П. Т. Начальное образование в Томской губернии в 1908 году сравнительно с земскими губерниями и культурными странами всего мира / П. Т. Виноградов. — Томск : Типография губернского управления, 1910. — 32 с.
- Виноградов П. Т. Сказитель И. Т. Рябинин и моя с ним поездка / Павел Виноградов. — Томск : Паровая типолитография П. И. Макушина, 1906. — 24 с.